# Železné hory
Železné hory är en bergskedja i Tjeckien. Den ligger i den centrala delen av landet, 90 km öster om huvudstaden Prag.